# Mogom (Mindif)
Pour les articles homonymes, voir Mogom.
Mogom est une localité du Cameroun située dans la commune de Mindif, le département du Mayo-Kani et la Région de l'Extrême-Nord.

## Population
En 1966, le recensement a dénombré 2 407 habitants à Mogom, dont 1 636 Peuls, 385 Kanouri, 34 Moundang, 31 Kéra, 28 Massa et 293 Guiziga.
En 1976, on distinguait plusieurs villages dans le lawanat de Mogom : Mogom Garre, avec 319 habitants (281 Peuls et 38 Guiziga) ; Mogom Guiziga, avec 129 habitants, des Guiziga ; Mogom Ouro Bounne, avec 476 habitants (417 Peuls et 59 Guiziga). À cette date, Mogom Garre disposait d'une école publique à cycle complet. Un marché hebdomadaire s'y tenait le samedi. 
Lors du recensement de 2005, 7 456 personnes ont été dénombrées pour Mogom (ensemble).

## Parmi ses infrastructures, le canton de Mogom dispose de quatre écoles primaires dont école primaire publique de Mogom ( deux groupes A et B), école primaire publique de Wouro Bounné, Memeyel et Hardeo
En 2018, Mogom possède un lycée public général qui accueille les élèves de la 6e à la Terminale.